# بريت روجرز
بريت روجرز (بالإنجليزية: Brett Rogers)‏ هو فنان قتال مختلط أمريكي، ولد في 17 فبراير 1981 في شيكاغو في الولايات المتحدة.

## وصلات خارجية
- بريت روجرز على موقع بيلاتور (الإنجليزية)
- بريت روجرز على موقع شيردوغ (الإنجليزية)
- بريت روجرز على موقع Tapology.com (الإنجليزية)
- بريت روجرز على موقع IMDb (الإنجليزية)